# Tagnani
Tagnani - jedna od skupina Nambikwara do Norte ili Mamaindê Indijanaca, porodica Nhambicuaran, nekada nastanjena na Rio Karumi u Brazilu. Služili su se jezikom tagnani od kojega postoji manji rječnik. Srodni su moguće s Kabixí, Tawitê i Uaintaçu koje se klasificira u Jugozapadne Nambikware.